# 泉城郡
泉城郡，中国南北朝时设置的郡。
北魏置泉城郡，隶属于凉州。治所在新阳县，辖境相当今甘肃省武威市一带。西魏、北周沿置。隋文帝开皇三年（583年）废除泉城郡，新阳县直属凉州。